# Tâmega e Sousa
Tâmega e Sousa (svenska Tâmega och Sousa) är en statistisk underregion (NUTS 3) i norra Portugal.                                                                                                                                                            
Den är en del av den statistiska regionen Norra Portugal (NUTS 2).
Dess huvudort är Penafiel.
Ytan uppgår till 1.831 km² och befolkningen till 410 000 personer (2011).
Underregionen Tâmega e Sousa omfattar delar av distrikten Aveiro, Braga, Porto och Viseu, och sammanfaller geografiskt med Comunidade Intermunicipal do Tâmega e Sousa ("Tâmega e Sousas kommunalförbund"; ”CIM do Tâmega e Sousa”).

## Kommuner
Underregionen Tâmega e Sousa omfattar 11 kommuner (concelhos).
- Amarante
- Baião
- Castelo de Paiva
- Celorico de Basto
- Cinfães
- Felgueiras
- Lousada
- Marco de Canaveses
- Paços de Ferreira
- Penafiel
- Resende

## Största orter
- Felgueiras
- Penafiel
- Paços de Ferreira
- Amarante
- Marco de Canaveses